# オペル・グランドランド
グランドランド (Grandland) はドイツの自動車メーカーオペル（イギリスではボクスホール）が販売しているCセグメントクロスオーバーSUVである。2015年に販売を終了しているアンタラの事実上の後継車種となる。2021年の改良前までは「グランドランド X (Grandland X)を名乗っていた。 

## 概要
2016年11月17日、オペルはCセグメントクロスオーバーの車名を「グランドランドX」とすることを発表。2017年4月19日に概要が発表された。正式公開は9月のフランクフルトモーターショーとなる。
グランドランドXはモッカX、クロスランドXに続くXファミリー（クロスオーバー）の第三の車種であり、クロスランドXに続いて2012年にグループPSAと結んだ業務提携に基いて生まれた車種である。プラットフォームはプジョー・3008、DS 7クロスバック、シトロエン・C5エアクロスなどと共通のPSAのEMP2プラットフォームを使用し、生産はPSAの工場で行われる見込みである。
ドイツ向けの仕様は、1.2L3気筒直噴ターボ、1.6L4気筒直噴ターボ、2.0L4気筒ディーゼル、1.5L4気筒ディーゼルの4種類。トランスミッションは8速ATを組み合わせるが、一部のモデルでは6速MTも選択できる。
2019年5月、プラグインハイブリッド車の「グランドランドX ハイブリッド4」を発表。駆動方式はガソリンモデルと異なり、四輪駆動となる。パワートレインは1.6Lガソリンターボエンジンに2基のモーターを組み合わせ、300psを発揮する。13.2kWhのリチウムイオンバッテリーを搭載しEV航続距離は50km、燃費性能は45.5km/L（WLTPモード）を達成した。
2021年7月、オペルの新デザイン言語である「OPEL VISOR（オペル・バイザー）」を採用してフェイスリフト。車名から「X」が取れ、単に「グランドランド」と名乗るようになった。

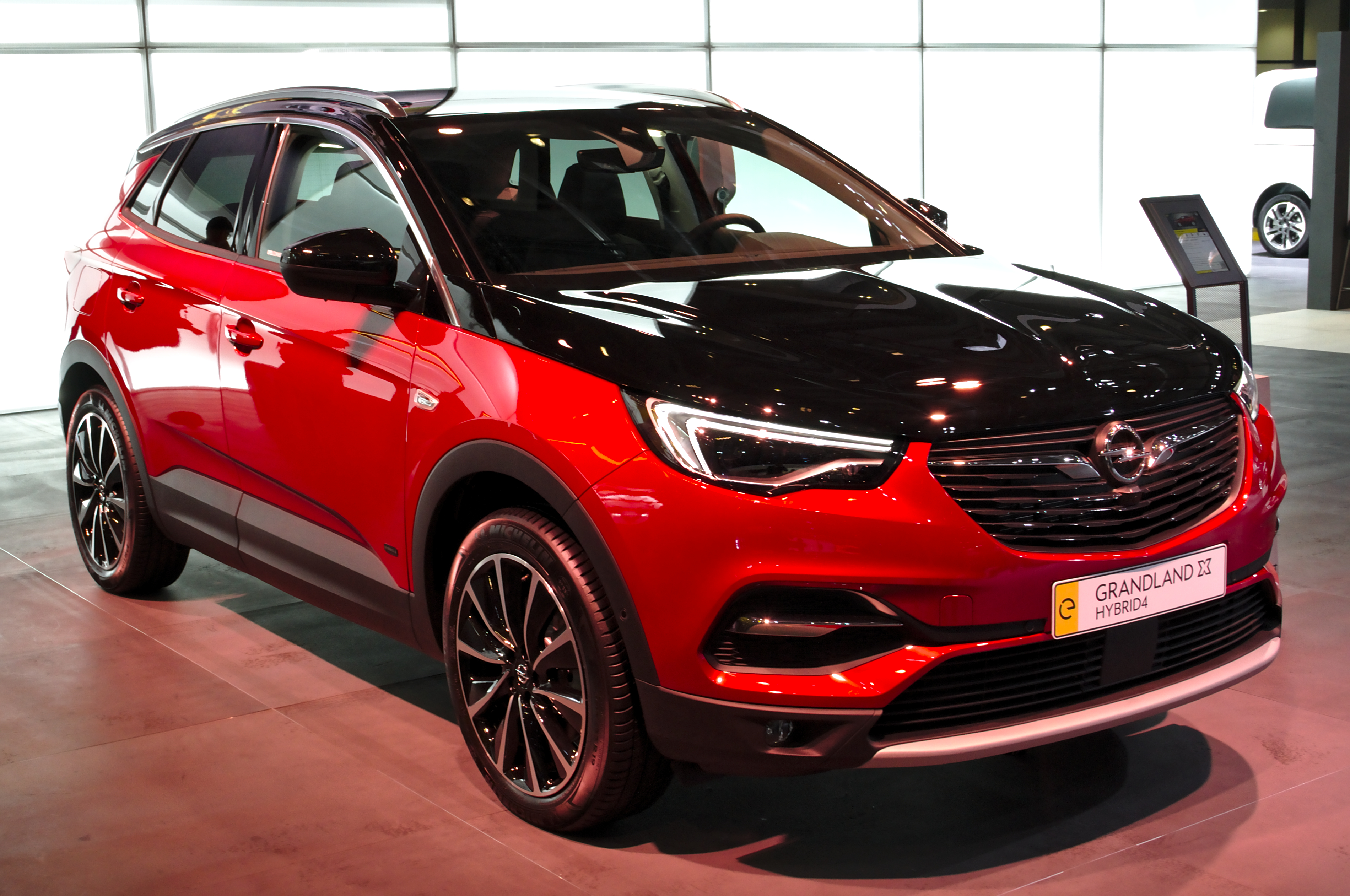
オペル・グランドランドX ハイブリッド4（フロント）
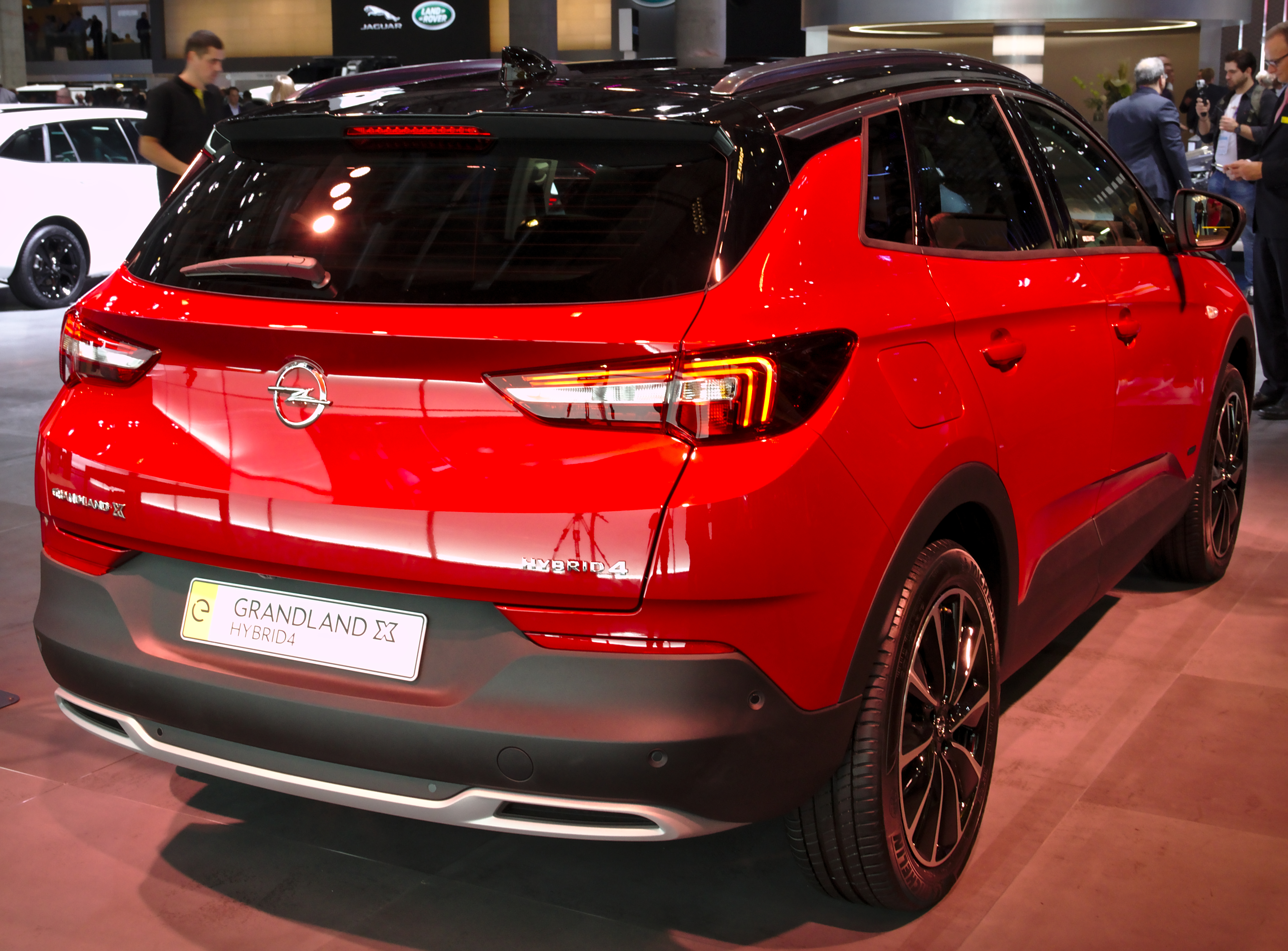
オペル・グランドランドX ハイブリッド4（リア）
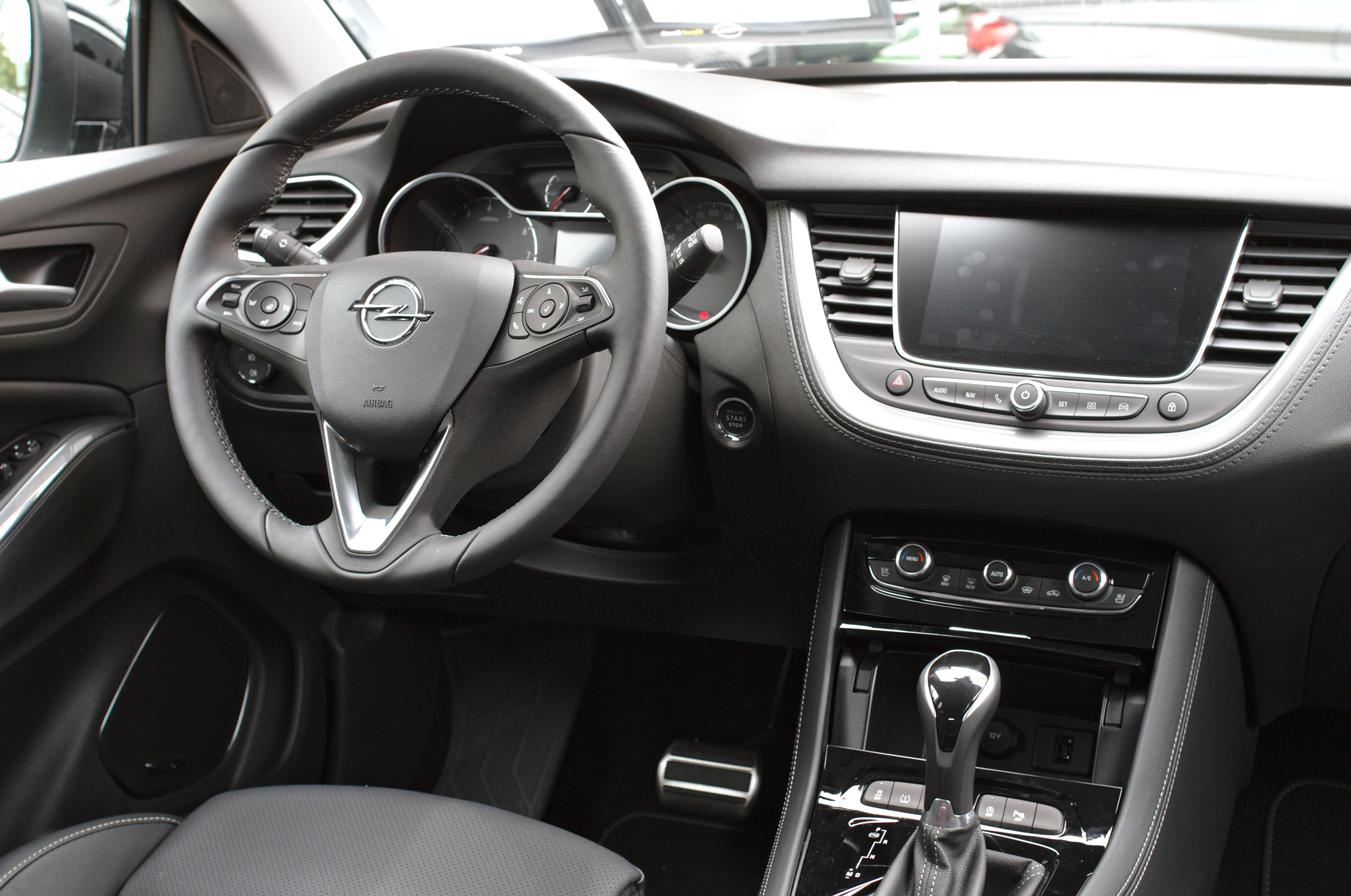
オペル・グランドランドX（インテリア）
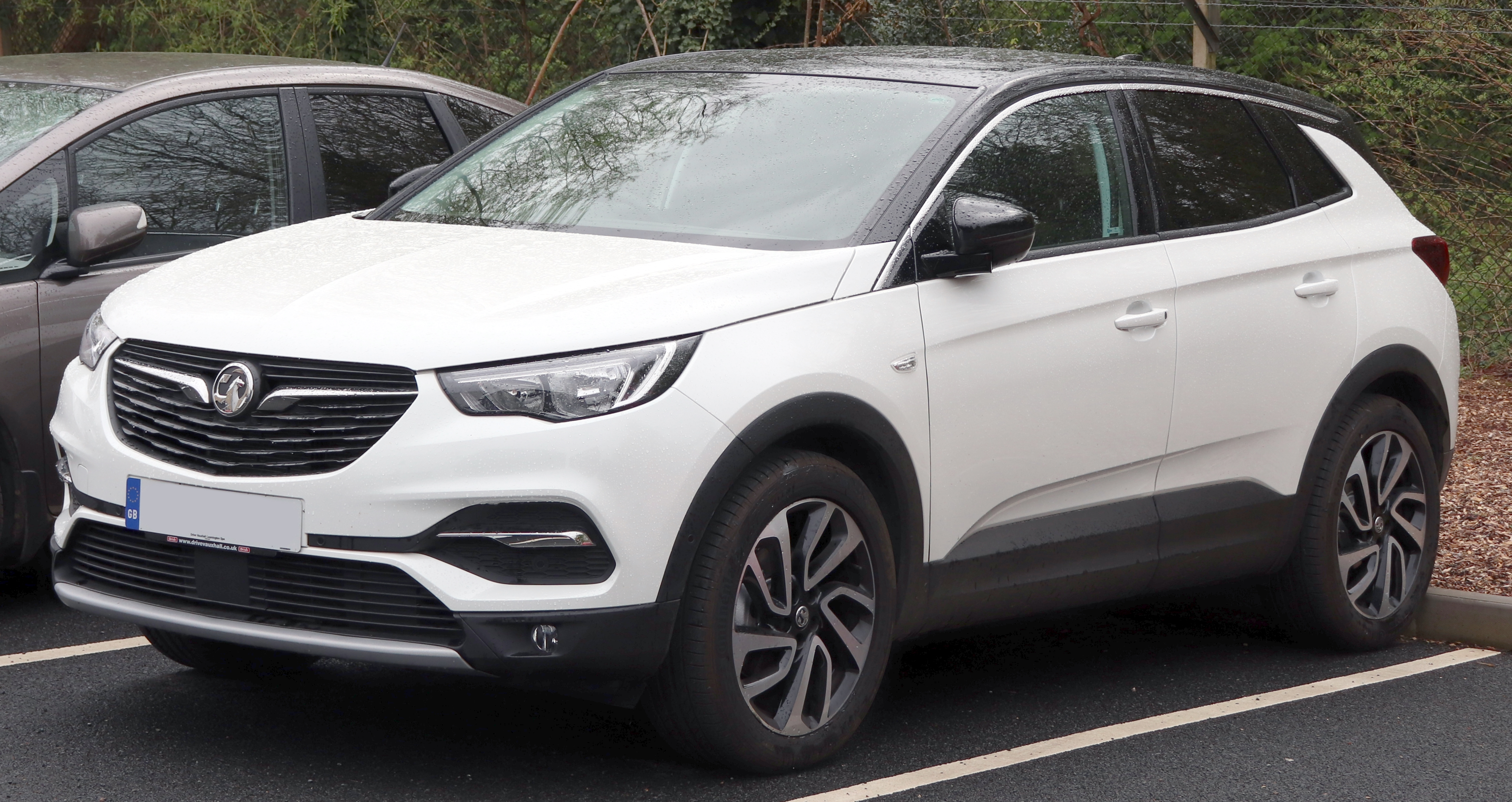
ボクスホール・グランドランドX

### 日本での販売
2022年に日本市場でオペルブランドを再展開する際に導入が予定されている。